# Rachispoda canadensis
Rachispoda canadensis är en tvåvingeart som beskrevs av Wheeler 1995. Rachispoda canadensis ingår i släktet Rachispoda och familjen hoppflugor.
Artens utbredningsområde är Ontario. Inga underarter finns listade i Catalogue of Life.